# Mel Galley
Melville John Galley, detto Mel (Cannock, 8 marzo 1948 – Cannock, 1º luglio 2008), è stato un chitarrista britannico.

## Carriera
È stato per anni il leader dei Trapeze, unico membro a presenziare in tutte le formazioni, nonché principale compositore. Nel 1982 entrò a far parte degli Whitesnake, ma dovette abbandonare il gruppo in seguito a un incidente stradale e relativo intervento chirurgico malriuscito, che gli danneggiò alcuni nervi del braccio impedendogli di suonare la chitarra adeguatamente. Dopo aver riacquistato in parte le sue capacità attraverso l'utilizzo di un artiglio meccanico, fondò la band Phenomena insieme al fratello Tom Galley.
Il 7 febbraio 2008 Galley rivelò di essere malato di un cancro all'esofago, che gli aveva lasciato solo pochi mesi di vita postando un addio pubblico sul suo sito:
(Mel Galley)

## Discografia

### Con i Trapeze
- Trapeze (1970)
- Medusa (1970)
- You Are the Music...We're Just the Band (1972)
- The Final Swing (1974)
- Hot Wire (1974)
- Live At The Boat Club (1975)
- Trapeze (1976)
- Hold On (1979)
- Live in Texas: Dead Armadillos (1980)
- Welcome to the Real World (1993)
- High Flyers: The Best of Trapeze (1996)
- Way Back to the Bone (1998)
- On the Highwire (2003)

### Con Glenn Hughes
- Play Me Out (1977)

### Con gli Whitesnake
- Saints & Sinners (1982)
- Slide It In (1984)

### Con Cozy Powell
- Octopuss (1983)

### Con i Phenomena
- Phenomena (1985)
- Phenomena II: Dream Runner (1987)
- Phenomena III: Inner Vision  (1993)
- Psychofantasy (2006)
- Blind Faith (2010)